# Чадлево
Чадлево — деревня в муниципальном округе Егорьевск Московской области России.

## География
Деревня Чадлево расположена в северо-восточной части муниципального округа Егорьевск, примерно в 18 километрах к северо-востоку от города Егорьевск. В 3 километрах к северу от деревни протекает река Поля. Высота над уровнем моря 132 метров.

## История
До отмены крепостного права деревня принадлежала помещице Вышеславцевой. После 1861 года деревня вошла в состав Старо-Василевской волости Егорьевского уезда. Приход находился в селе Шатур.
В 1926 году деревня входила в Лесковский сельсовет Поминовской волости Егорьевского уезда.
До 1994 года Чадлево входило в состав Саввинского сельсовета Егорьевского района, а в 1994—2006 годы — Саввинского сельского округа.
Входит в состав сельского поселения Саввинское.

## Демография
В 1885 году в деревне проживало 231 человек, в 1905 году — 256 человек (115 мужчин, 141 женщина), в 1926 году — 262 человека (120 мужчин, 142 женщины). По переписи 2002 года — 5 человек (3 мужчины, 2 женщины). Население — 6 человек (2010).
| 1859 | 1868 | 1885 | 1905 | 1926 | 2002 | 2006 |
| ---- | ---- | ---- | ---- | ---- | ---- | ---- |
| 140  | ↗149 | ↗231 | ↗256 | ↗262 | ↘5   | ↘2   |
| 2010 |      |      |      |      |      |      |
| ↗6   |      |      |      |      |      |      |